# Chi Địa đinh
Chi Địa đinh hay còn gọi chi bồ công anh (danh pháp khoa học: Taraxacum) là chi thực vật có hoa thuộc họ Cúc (Asteraceae), có nguồn gốc từ các khu vực ôn đới của Bắc Bán cầu trong Cựu Thế giới.
Giống như nhiều loài khác thuộc họ Cúc, các loài trong chi này có cụm hoa hay cụm hoa hình đầu (đúng ra là hoa hình giỏ (lam trạng hoa tự); là một cụm dày dặc của nhiều hoa nhỏ, thông thường gọi là các chiếc hoa (nghĩa là "các hoa nhỏ"). Nhiều loài trong chi Taraxacum tạo ra hạt giống vô tính bằng apomixis, nơi những hạt giống được tạo ra mà không thụ phấn, kết quả là cây con giống hệt về mặt di truyền với cây cây cha mẹ.
Chi này dễ bị nhầm lẫn với Chi Hoàng nương và chi Leontodon.

## Tên gọi
Tên Latin Taraxacum bắt nguồn từ các tác phẩm Ba Tư thời trung cổ về dược phẩm. Nhà khoa học Ba Tư Al-Razi khoảng năm 900 đã viết "tarashaquq giống như rau diếp xoăn". Nhà khoa học và triết gia người Ba Tư Ibn Sīnā khoảng năm 1000 đã viết một chương sách về Taraxacum. Gerard of Cremona, khi dịch tiếng Ả Rập sang tiếng Latin vào khoảng năm 1170, đánh vần là tarasacon.
Tên tiếng Anh của loài này, dandelion là đọc trại ra từ tiếng Pháp dent de lion, có nghĩa là "răng sư tử", ý muốn nói đến những chiếc lá có dáng răng cưa. Trong tiếng Đức, loài này được gọi là Löwenzahn (nghĩa đen là "răng sư tử"), và tiếng Wales (dant-y-llew), tiếng Na Uy (løvetann) và Tây Ban Nha (diente de león) cũng đều có nghĩa là "răng sư tử".
Dân gian Việt Nam còn gọi loài cây này là rau bồ cóc, cây diếp hoang, rau lưỡi cày hay rau mũi mác

## Loài

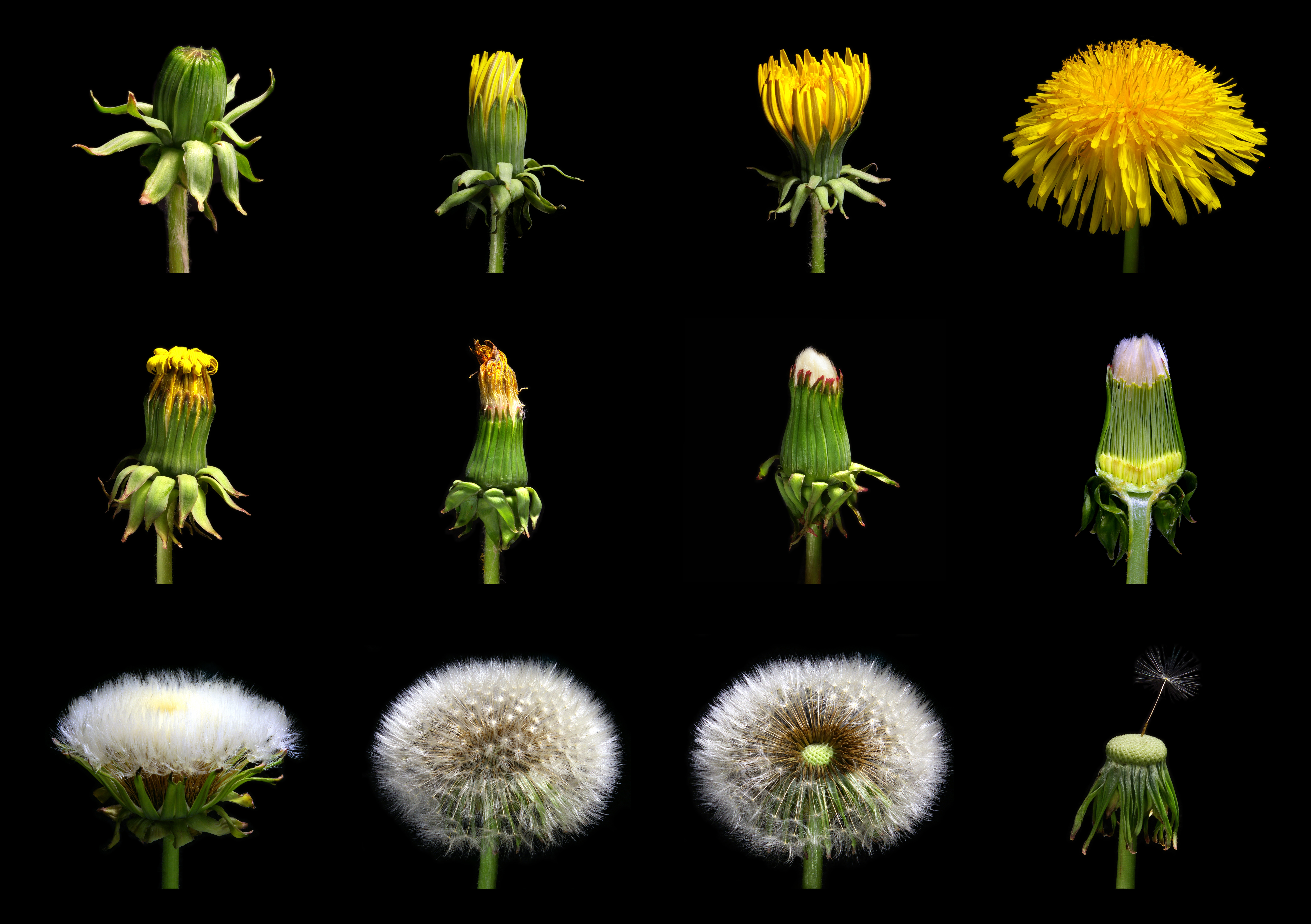
Quá trình nở hoa và tàn rồi kết hạt

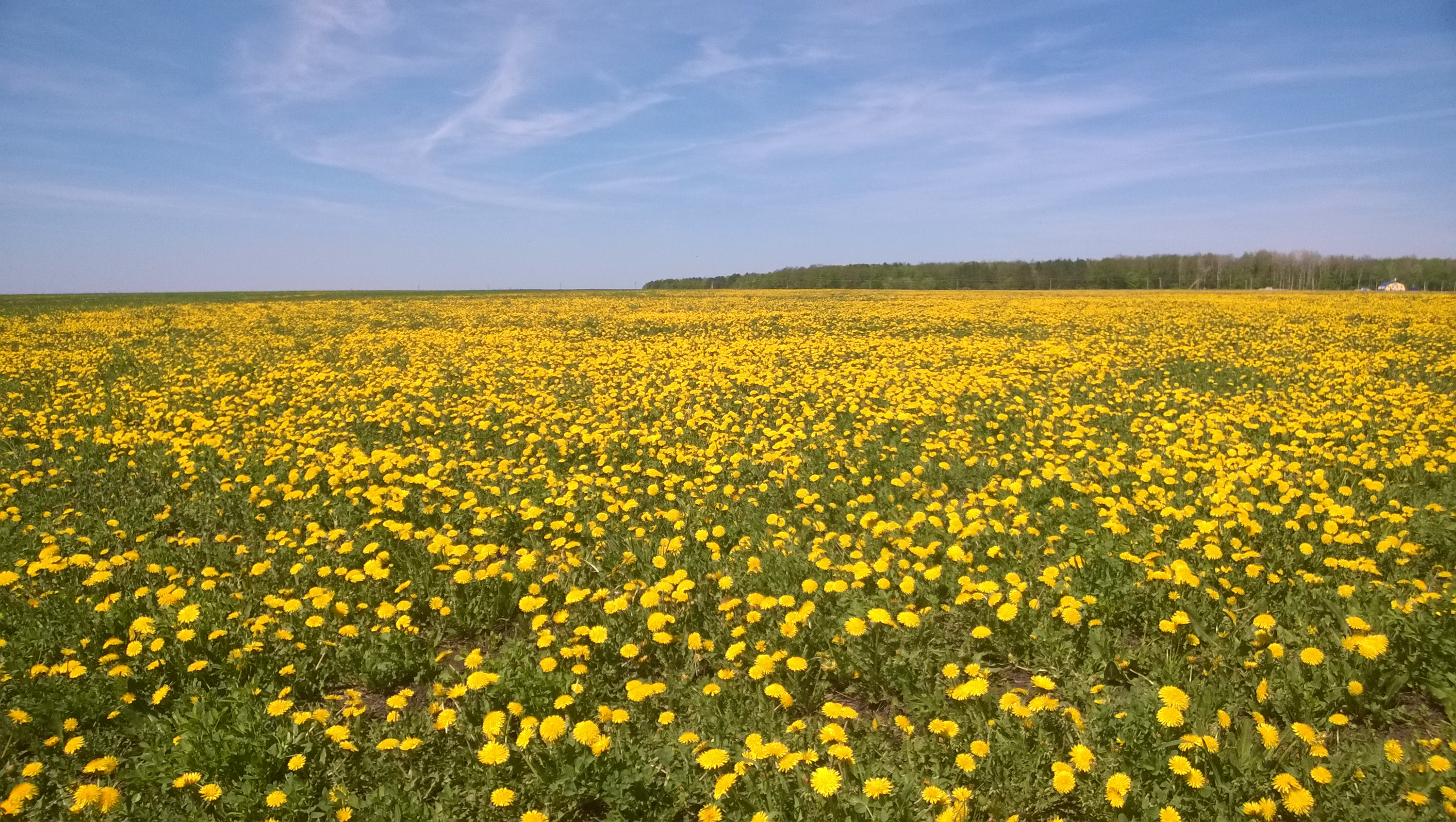
Một cánh đồng bồ công anh tại Tatarstan, Nga

Chi Taraxacum gồm hơn 2.000 loài được ghi nhận, trong đó hơn 500 loài được ghi nhận phổ biến.
Một số loài đặc biệt:
- Taraxacum officinale, bồ công anh phổ thông
- Taraxacum albidum, bồ công anh Nhật trắng
- Taraxacum aphrogenes,
- Taraxacum brevicorniculatum,
- Taraxacum californicum, bồ công anh California
- Taraxacum centrasiaticum, bồ công anh Tân Cương
- Taraxacum ceratophorum, bồ công anh Bắc
- Taraxacum farinosum, bồ công anh Thổ
- Taraxacum holmboei,
- Taraxacum japonicum, bồ công anh Nhật
- Taraxacum kok-saghyz, bồ công anh Nga
- Taraxacum laevigatum,
- Taraxacum mirabile
- Taraxacum pankhurstianum
- Taraxacum platycarpum, bồ công anh Hàn

## Hình ảnh

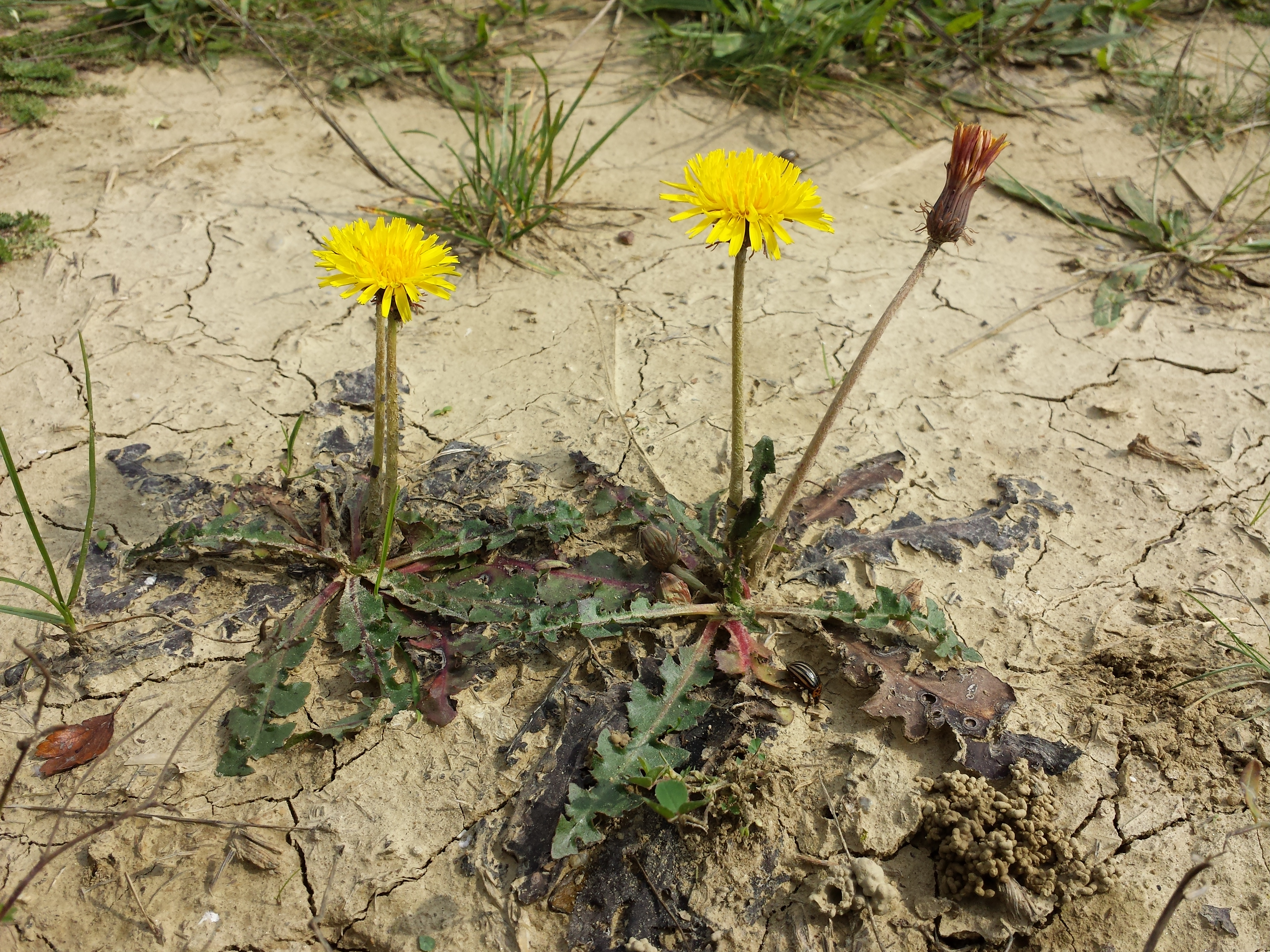
Taraxacum serotinum
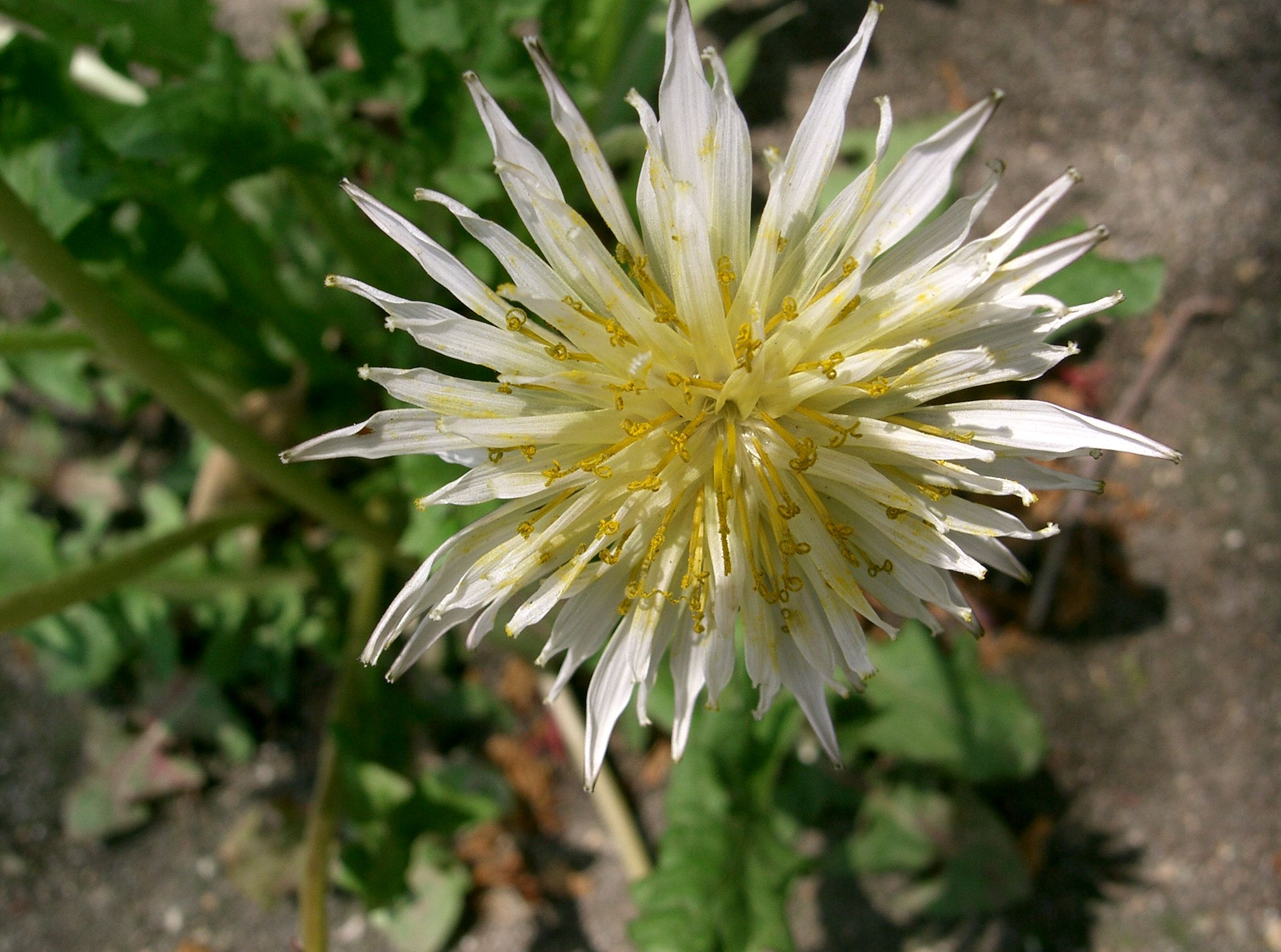
Taraxacum albidum, địa đinh Nhật trắng
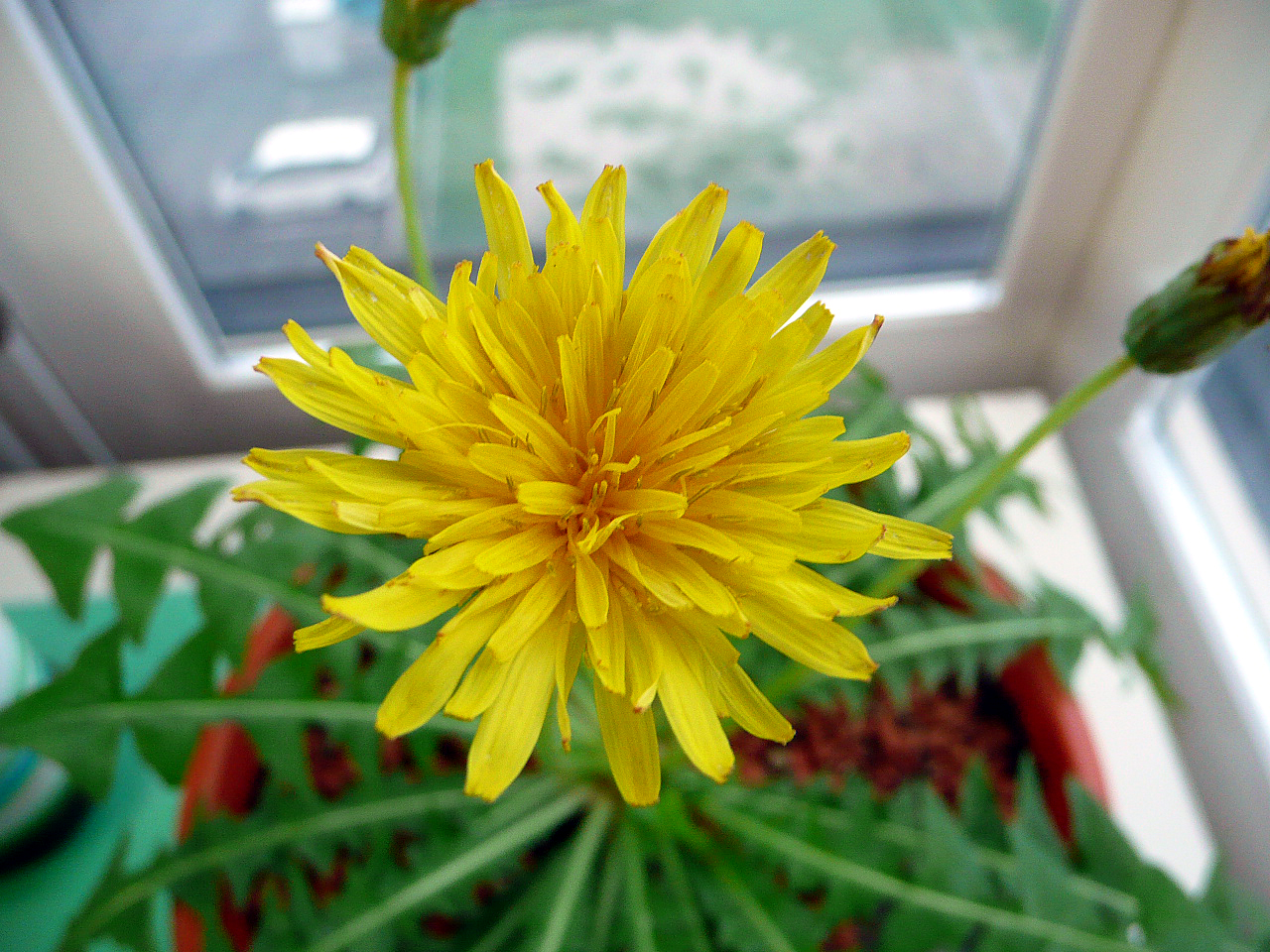
Taraxacum japonicum, bồ công anh Nhật
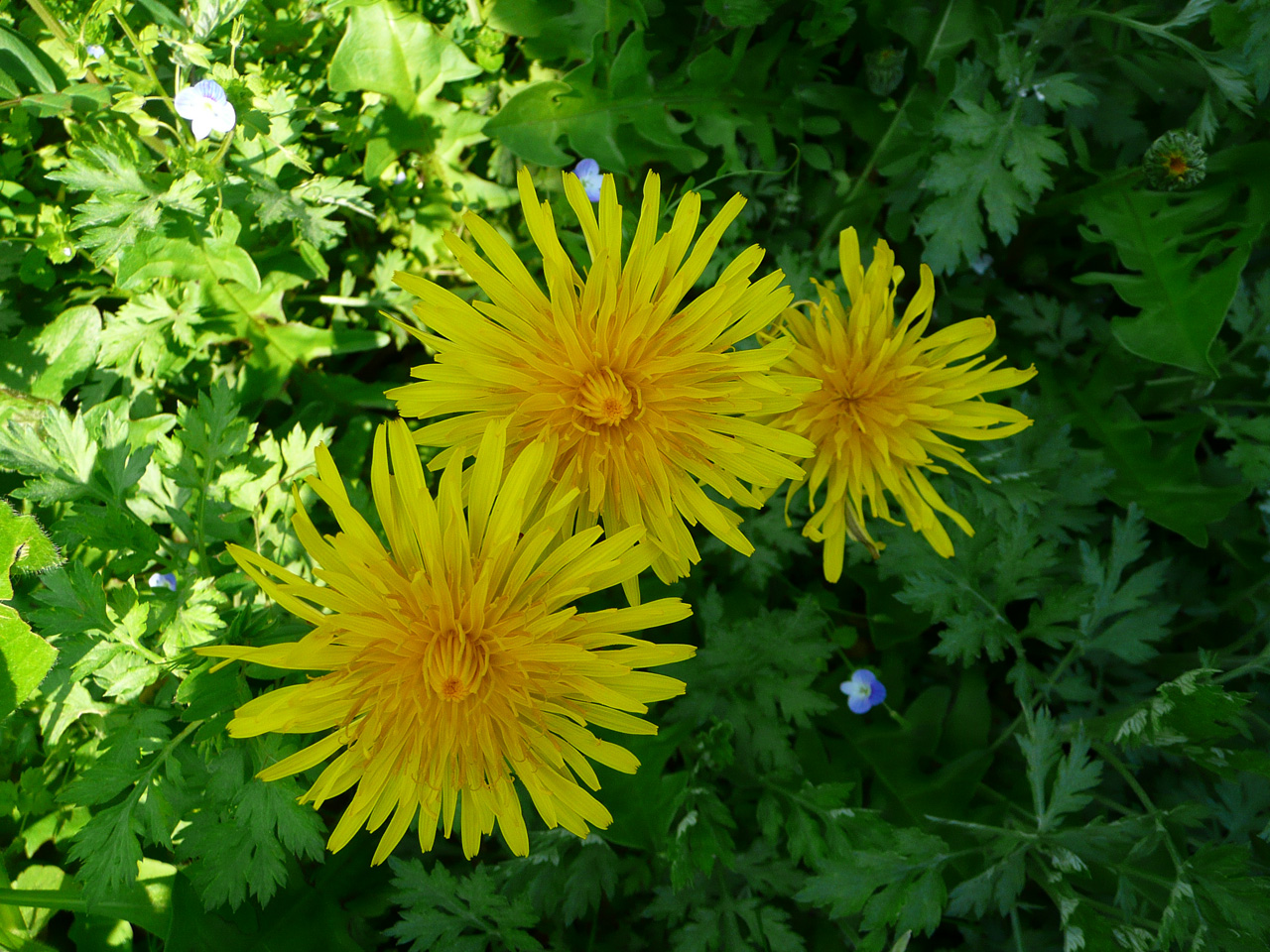
Taraxacum platycarpum, bồ công anh Hàn
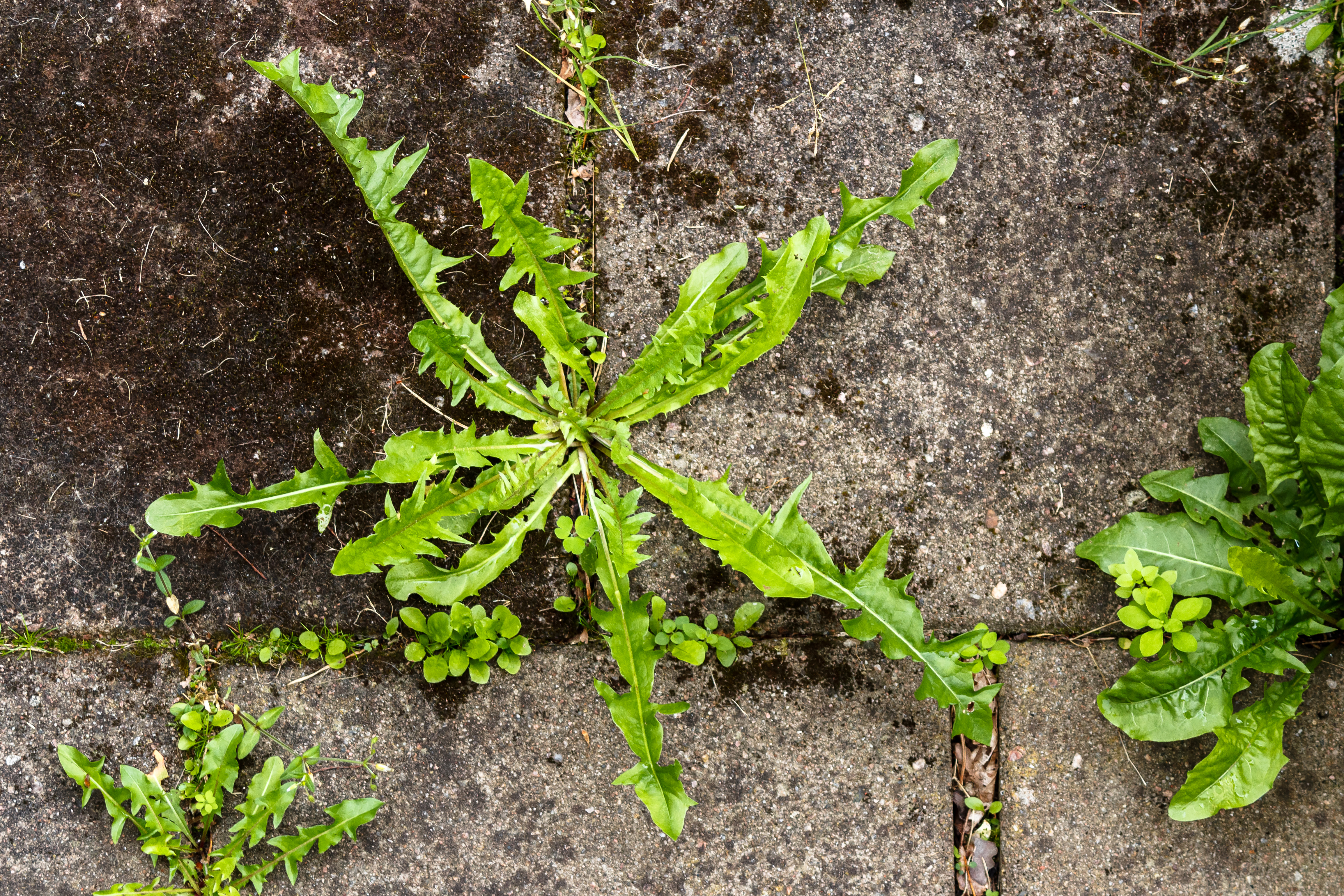
Lá có hình răng cưa
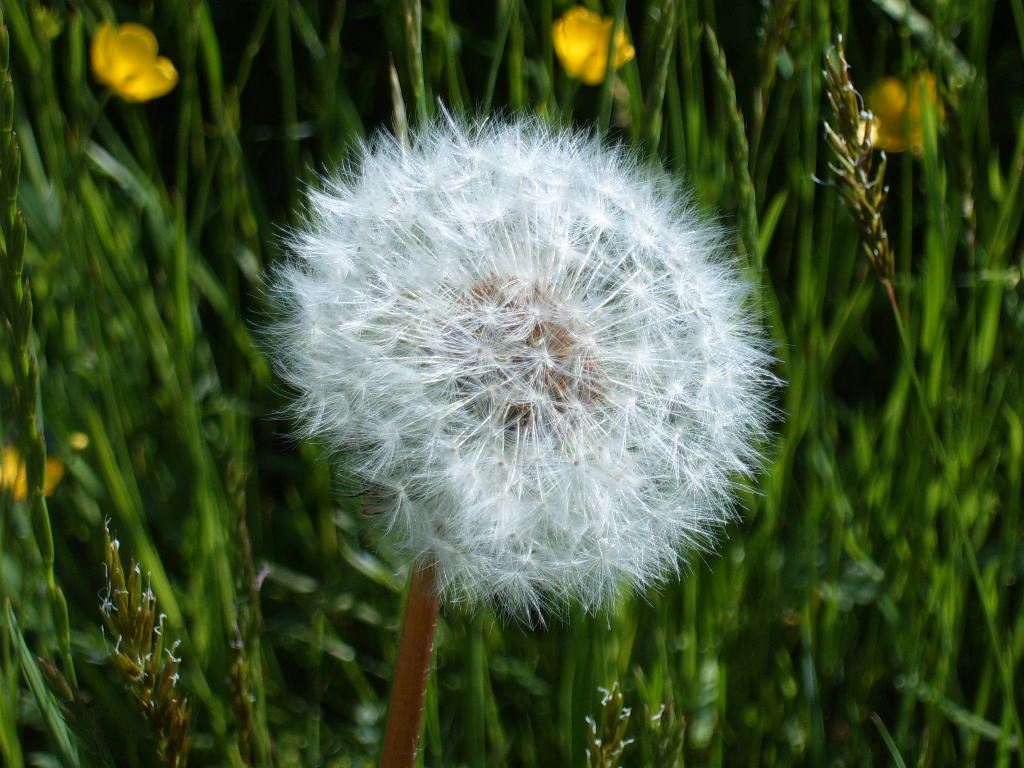
Bồ công anh đã kết hạt
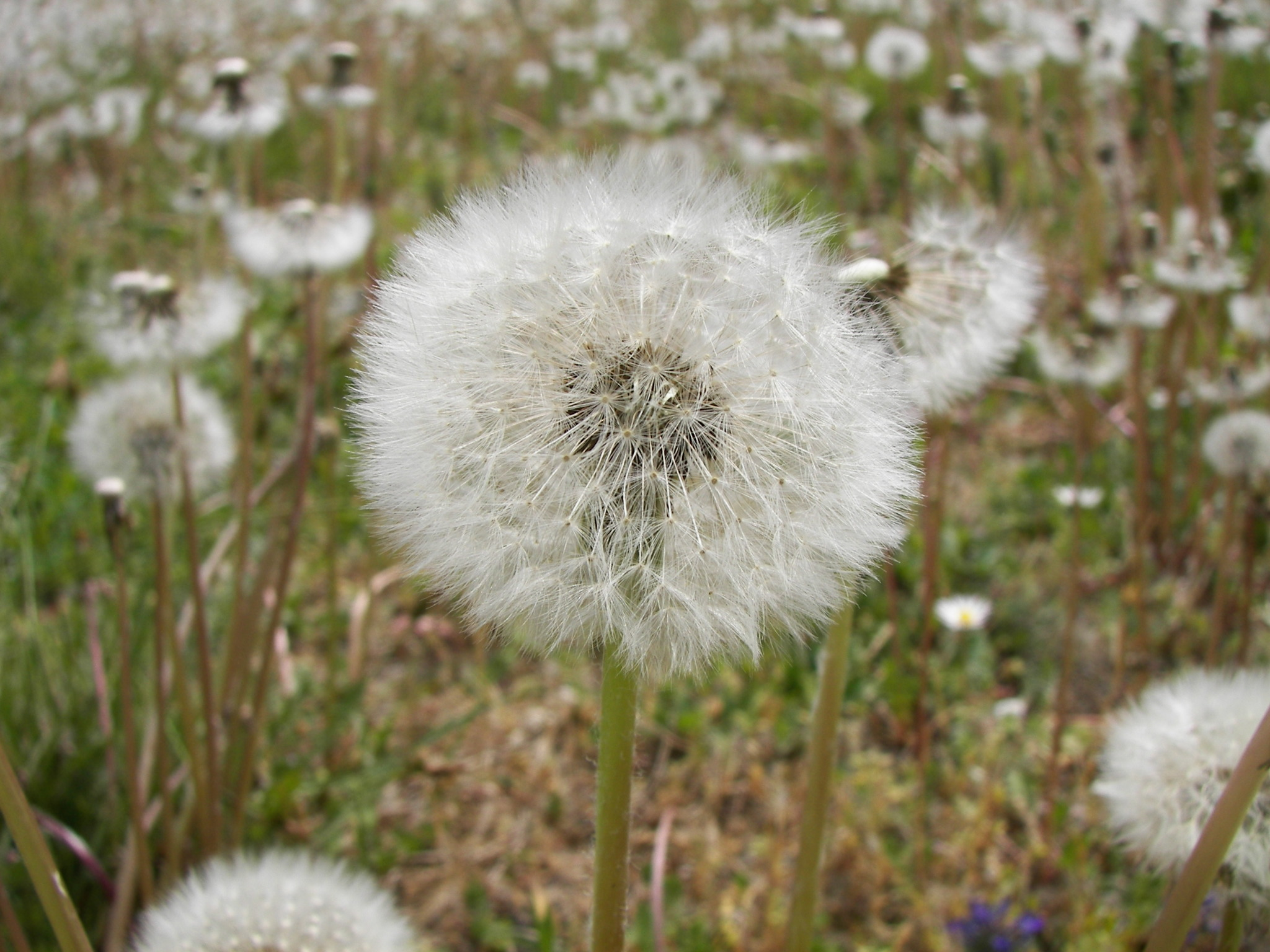
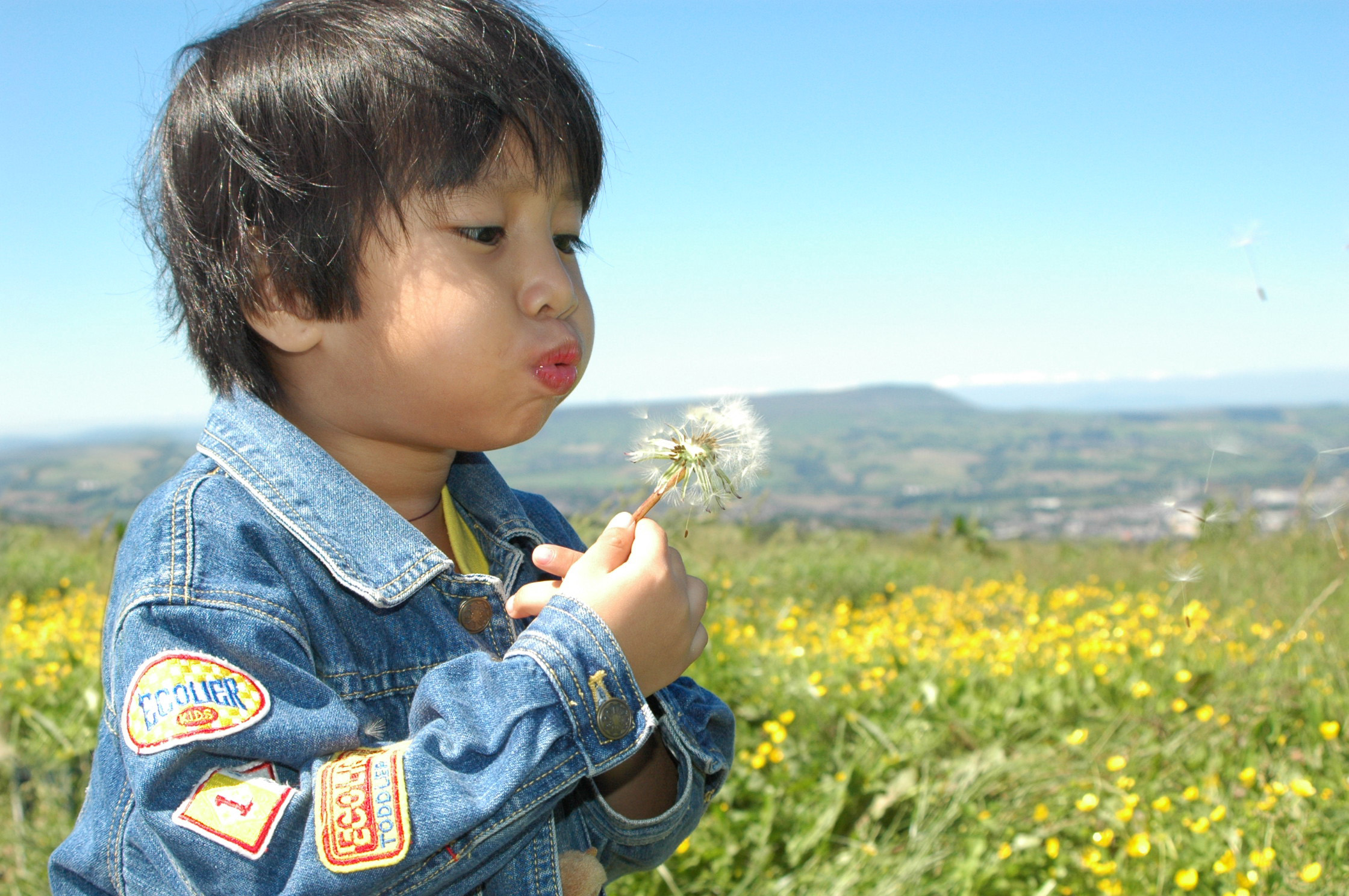
Trẻ em hay chơi thổi ngù hoa
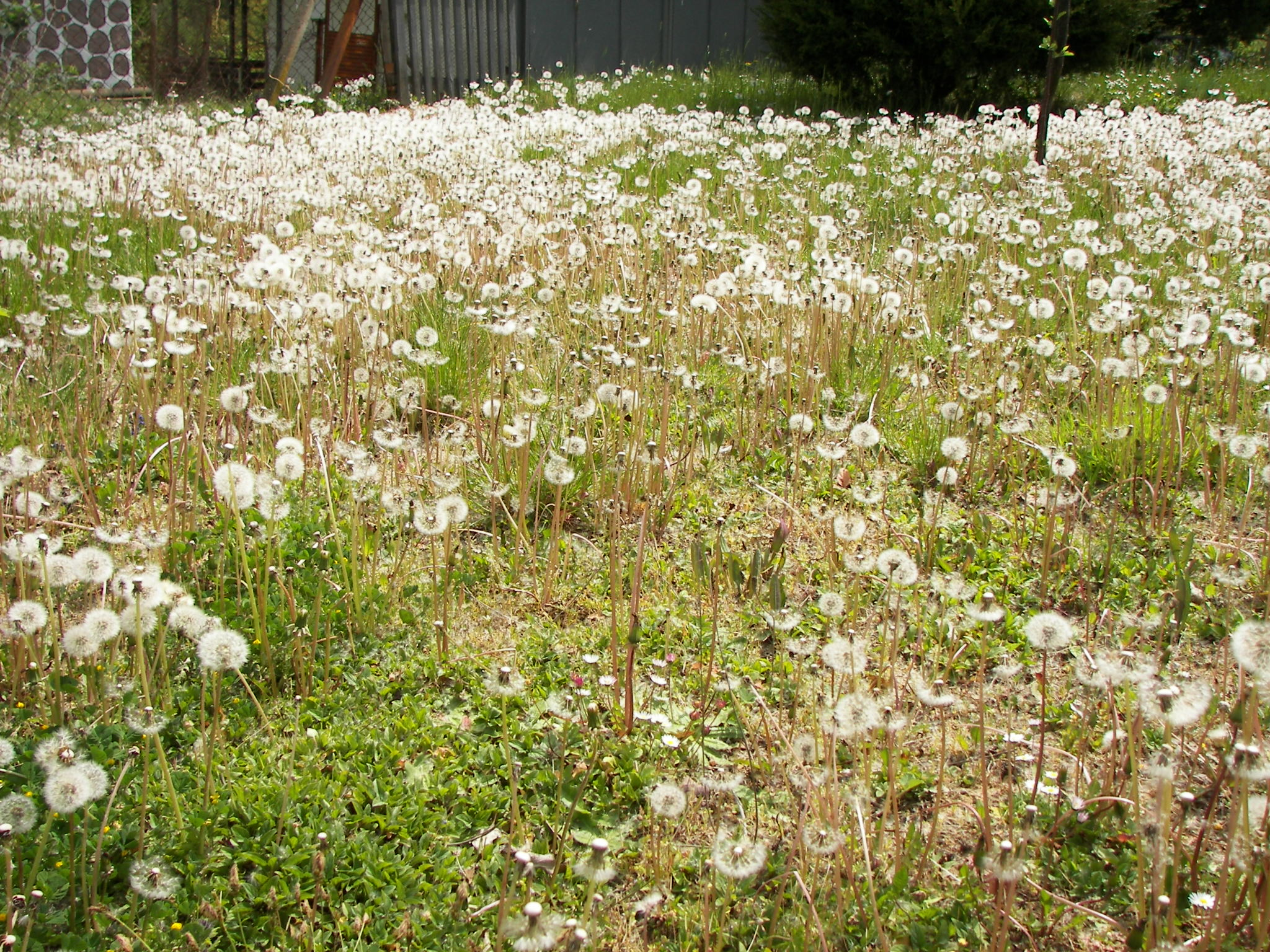
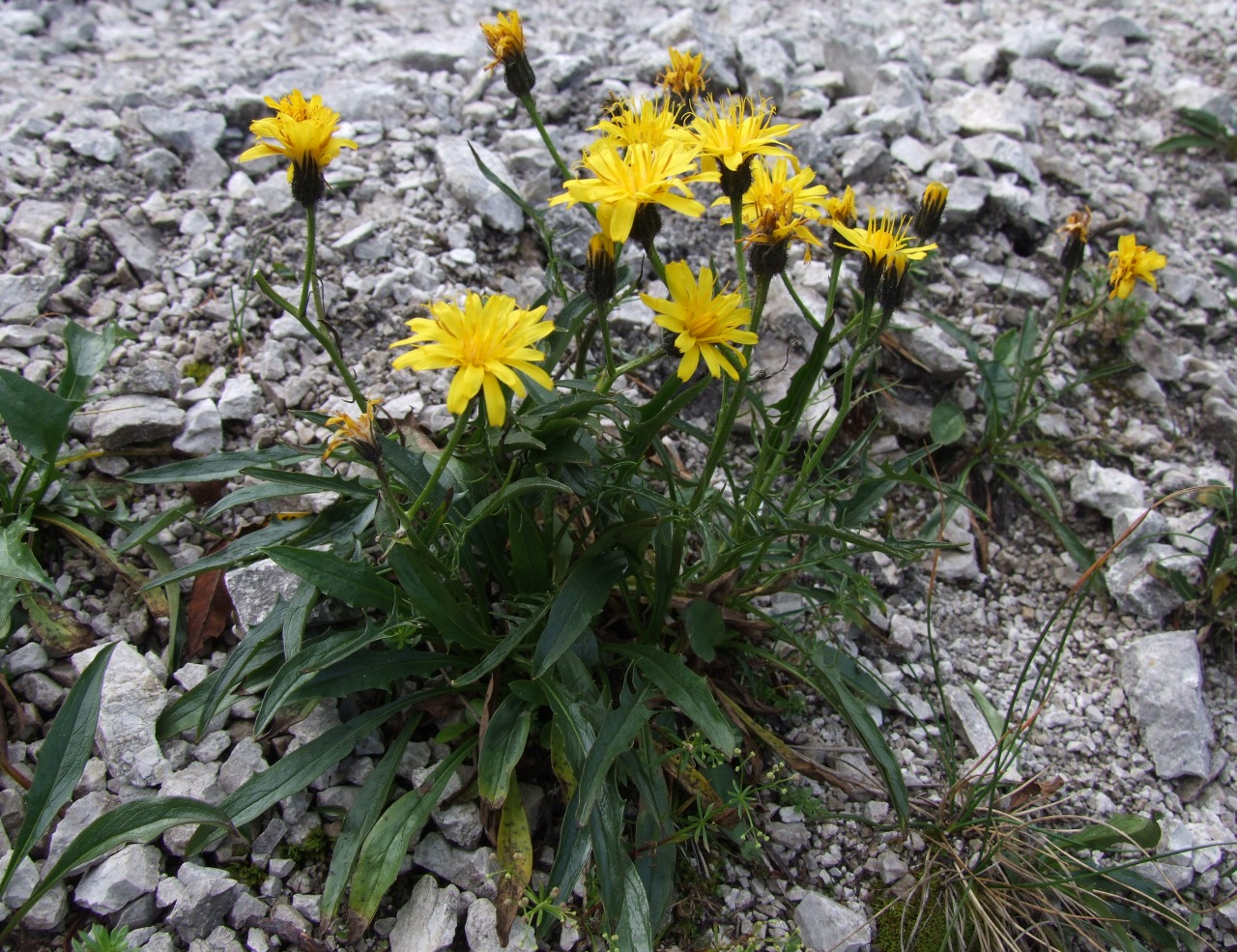
Chi Hoàng nương đôi khi bị nhầm lẫn với Địa đinh